# Leptosomatum acephalatum
Leptosomatum acephalatum är en rundmaskart som beskrevs av Benjamin G. Chitwood 1936. Leptosomatum acephalatum ingår i släktet Leptosomatum och familjen Leptosomatidae. Inga underarter finns listade i Catalogue of Life.